# Mastax annulata
Mastax annulata är en art av skalbagge från Carabidae familj, med utdelning begränsas till Indien.